# Pontos extremos da França

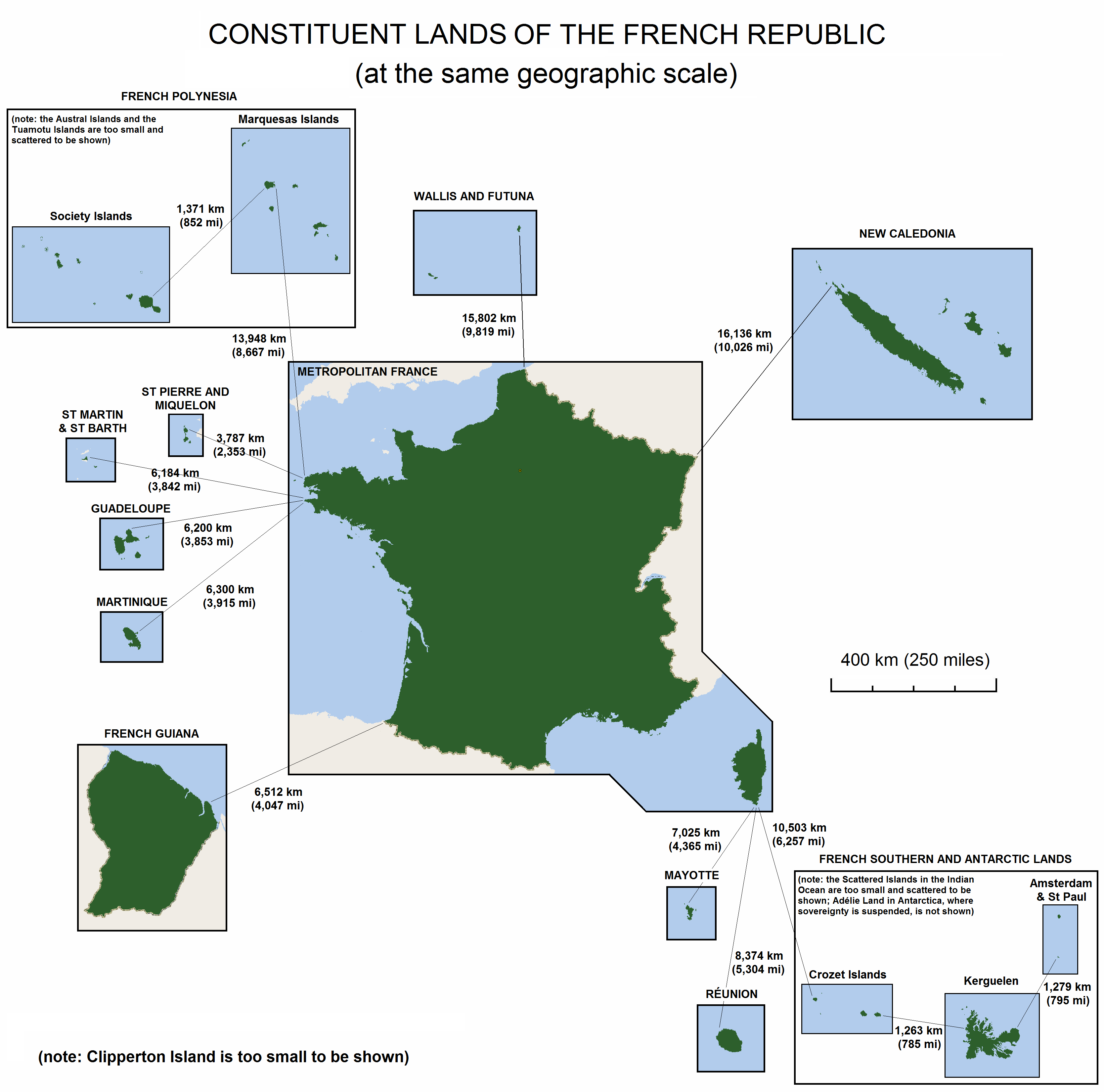
Mapa com o território da França

Esta é a lista dos pontos extremos da França, com os locais mais a norte, sul, leste e oeste do território francês.

## França (só a parte continental europeia)
- Ponto mais setentrional — Bray-Dunes, Nord em 51° 05′ N, 2° 32′ L
- Ponto mais meridional — Puig de Comanegra, Pirenéus Orientais em 42° 20′ N, 2° 31′ L
- Ponto mais ocidental — Pointe de Corsen, Finistère em 48° 24′ N, 4° 47′ O
- Ponto mais oriental — Lauterbourg, Bas-Rhin em 48° 58′ N, 8° 13′ L

## França (metropolitana)
- Ponto mais setentrional — Bray-Dunes, Nord em 51° 05′ N, 2° 32′ L
- Ponto mais meridional — Ilhas Lavezzi, ao largo da Córsega em 41° 20′ N, 9° 15′ L
- Ponto mais ocidental — Ilha de Ouessant, ao largo da Bretanha em 48° 27′ N, 5° 08′ O
- Ponto mais oriental — perto de Cervione, Haute-Corse em 42° 17′ N, 9° 33′ L

## França (incluindo osdépartements d'outre mer)
- Ponto mais setentrional — Bray-Dunes, Nord em 51° 05′ N, 2° 32′ L
- Ponto mais meridional — Saint-Joseph, Reunião em 22° 23′ S, 55° 38′ L
- Ponto mais ocidental — La Pointe-Noire, Guadeloupe em 16° 16′ N, 61° 48′ O
- Ponto mais oriental — Sainte-Rose, Reunião em 21° 11′ S, 55° 50′ L

## França (território da República Francesa, incluindo ascollectivités territorialesepays et territoires d'outre-mer)
- Ponto mais setentrional : Bray-Dunes, Nord em 51° 05′ N, 2° 32′ L
- Ponto mais meridional : Ilhas de Boynes, Ilhas Kerguelen, Terras Austrais e Antárticas Francesas em 50° 01′ S, 68° 52′ L
- Ponto mais ocidental : Toloke, Futuna, Wallis e Futuna em 14° 42′ S, 178° 33′ O
- Ponto mais oriental : Ilha Hunter, Nova Caledónia em 22° 31′ S, 172° 06′ L